# إلين روتش
إلين روتش (بالبرتغالية: Ellen Rocche) (من مواليد 19 يوليو 1979) ممثلة وعارضة أزياء برازيلية. 

## روابط خارجية
- إلين روتش على موقع IMDb (الإنجليزية)
- إلين روتش على موقع قاعدة بيانات الفيلم (الإنجليزية)

- إلين روتش في قاعدة بيانات الأفلام على الإنترنت
- Official website